# Графство Щолберг
Графството Щолберг (на немски: Grafschaft Stolberg) е територия на Свещената Римска империя в Харц в Саксония-Анхалт от 1210 до 1806 г.

## История
Графството е споменато в документ за пръв път през 1210 г. като собственост на графовете цу Щолберг. След Виенския конгрес Графството Щолберг, което от 1706 г. е разделено на двете частични графства Щолберг-Щолберг и Щолберг-Росла, преминава към Кралство Прусия и е интегрирано в пруската провинция Саксония.
Резиденция на фамилията Дом Щолберг през началото на 13 век е замък Щолберг в Харц, който е тяхна собственост до национализирането през 1945 г.
През 1429 г. графовете цу Щолберг наследяват Господството Вернигероде в Северен Харц.
През 1535 г. умира Еберхард IV фон Епщайн и неговият племенник Лудвиг цу Щолберг наследява чрез завещание Графство Кьонигщайн с резиденция замък Кьонигщайн в Таунус, също господството Гедерн и части на службата Ортенберг. Кьонигщайн попада през 1581 г. на Курфюрство Майнц, Гедерн и Ортенберг остават до днес собственост на линиите Вернигероде или Росла.

## Графове
цу Щолберг – стара линия
- граф Хайнрих V цу Щолберг († 1357), епископ на Мерзебург
- граф Бото цу Щолберг Стари († 1455)
- граф Хайнрих Млади цу Щолберг (1467 – 1508), щатхалтер на Фризия
- граф Бото цу Щолберг (1467 – 1538)
- граф Волфганг цу Щолберг (1501 – 1552)
- граф Лудвиг цу Щолберг (1505 – 1574)
- граф Хайнрих цу Щолберг (1509 – 1572)
- граф Волф Ернст цу Щолберг (1546 – 1606)
- граф Хайнрих Ернст цу Щолберг (1593 – 1672), основател на старата главна линия на Дом Щолберг
- граф Йохан Мартин цу Щолберг (1594 – 1669), основател на младата линия на Дом Щолберг
- граф Ернст цу Щолберг (1650 – 1710)